# Гаспар, Далмо
Далмо Гаспар (19 октября 1932 — 2 февраля 2015) — бразильский футболист, левый защитник, двукратный победитель Межконтинентального кубка в составе «Сантоса» в 1962 и 1963 году. 16 ноября 1963 года на стадионе «Маракана» Далмо забил с пенальти единственный гол в третьем решающем матче против «Милана».

## Межконтинентальный кубок 1963
Далмо играл на левом фланге «от флажка до флажка» и был одним из ключевых игроков команды наряду с Пеле, Пепе, Коутиньо, Пагао и другими. В то время клубные чемпионаты мира состояли в основном из трёх матчей. В первой игре в Италии «Милан» выиграл со счётом 4:2. Однако на «Маракане» с аналогичным счётом триумфировал уже «Сантос».
В повторном матче на «Маракане» «Сантос» выиграл с минимальным счётом: Далмо Гаспар на 31-й минуте реализовал пенальти.
В 2008 году на праздновании 45-летия победы «Сантоса» в турнире, по версии веб-сайта GloboEsporte.com, Пепе заявил, что именно он был штатным пенальтистом команды, но решил доверить этот удар своему другу Далмо.
Далмо пробил в левую сторону от вратаря. Вратарь «Милана», Луиджи Бальдзарини, угадал сторону, но не смог парировать удар.

## Резиновые бутсы
Однажды в интервью Далмо сказал, что он был первым футболистом в Бразилии, игравшим в резиновых бутсах. Он сказал, что во время тура по Европе Пеле выиграл современные резиновые бутсы. Футболист поблагодарил за подарок, но в гостиничном номере заявил, что обувь ему не понравилась, и он не будет везти её в Бразилию. Далмо, будучи соседом Пеле по комнате, взял бутсы с собой и играл в них в Бразилии.

## Парадинья
Кроме решающего гола «Сантоса» в Межконтинентальном кубке, Далмо прославился спором с Пеле относительно того, кто из них придумал удар парадинья. В течение долгого времени Далмо был уверен, что именно он изобрёл удар с пенальти с остановкой перед мячом, при котором вратарь падает до момента удара, и пробивающий отправляет мяч в другую сторону. Хотя принято считать, что изобретателем этого финта является Пеле.

## Конец карьеры и дальнейшая жизнь
Далмо Гаспар закончил свою карьеру в «Паулисте», команде из своего родного города, где он начинал карьеру. В своём последнем матче он сыграл на позиции центрального защитника.
Затем он в течение нескольких лет работал футбольным тренером. До пенсии нескольких лет работал гражданским служащим в префектуре Жундиаи. Он также работал спортивным комментатором на Radio City Jundiaí — AM 730. Его командой руководил Милтон Лейте, журналистами были Эдуардо Аугусто и Самуэл ду Лаго.
Далмо умер в возрасте 82 лет в больнице в Жундиаи, куда был госпитализирован для лечения инфекции в крови.